# Отто Доммерацкі
Отто Доммерацкі (нім. Otto Dommeratzky; 3 травня 1916 — 13 жовтня 1944) — німецький льотчик-ас штурмової авіації, лейтенант люфтваффе. Кавалер Лицарського хреста Залізного хреста з дубовим листям.

## Біографія
В 1936 році вступив в люфтваффе. В 1939 році служив у 2-й групі 2-ї навчальної ескадри. Учасник Польської і Французької кампаній, битви за Британію та Німецько-радянської війни (з червня 1941). З січня 1942 року — льотчик 8-ї ескадрильї 1-ї ескадри підтримки сухопутних військ, спеціалізувався на боротьбі з танками супротивника. З початку 1944 року — командир 6-ї ескадрильї 2-ї ескадри підтримки сухопутних військ. Його літак був пошкоджений вогнем стрільців з американських чотирьохмоторних бомбардувальників. Доммерацкі спробував здійснити вимушену посадку, але невдало і загинув.
Всього за час війни здійснив близько 600 бойових вильотів та здобув 38 повітряних перемог.

## Нагороди
- Нагрудний знак пілота
- Залізний хрест 2-го і 1-го класу
- Почесний Кубок Люфтваффе (21 вересня 1942)
- Німецький хрест в золоті (3 жовтня 1942)
- Лицарський хрест Залізного хреста з дубовим листям
  - лицарський хрест (5 січня 1943) — за 420 бойових вильотів і 20 перемог.
  - дубове листя (№665; 25 листопада 1944, посмертно) — за понад 600 бойових вильотів і 38 перемог.
- Авіаційна планка штурмовика в золоті з підвіскою «600»